# Baliere

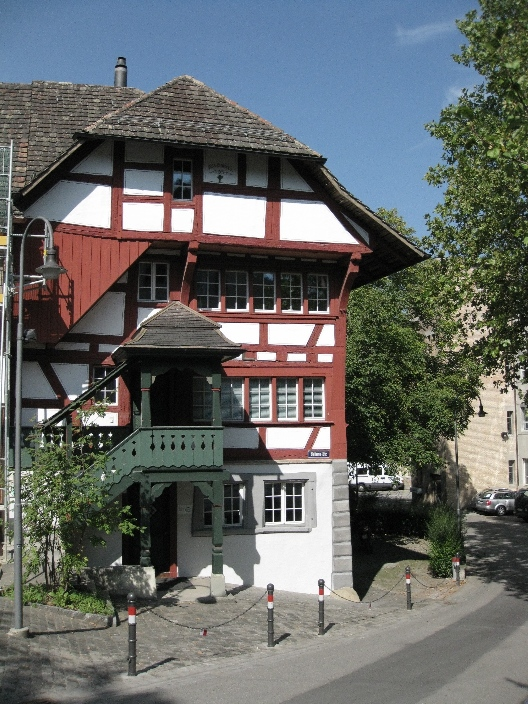
Bauernhaus, Baliere Giebelansicht

Das Bauernhaus Baliere ist eines der Kulturgüter in Frauenfeld, die unter Schutz der Haager Konvention zum Schutz von Kulturgut bei bewaffneten Konflikten, dem Bundesgesetz vom 6. Oktober 1966 über den Schutz der Kulturgüter bei bewaffneten Konflikten sowie der Verordnung vom 17. Oktober 1984 über den Schutz der Kulturgüter bei bewaffneten Konflikten stehen. Es ist als markantes Gebäude am Nordausgang des Kreuzplatzes zu finden.

## Geschichte
Seinen Namen hat das Haus zur Baliere von seinem ersten Eigentümer Hans Hoffmann, Balierer (in etwa Schleifer und Polierer) oder Schwertfeger (Schmied) von Nürnberg, der von Lindau zugezogen war. Es wurde in den Jahren 1555 bis 1557 als Wohn- und Geschäftshaus für ihn erbaut. 1552 erteilte die Eidgenössische Tagsatzung Hoffmann die Niederlassungsbewilligung und erlaubte ihm gleichzeitig die Ausübung seines Berufes als Waffenschmied. Hoffmann hatte seine Werkstatt auf dem Gelände der heutigen Gerberei-Liegenschaft Kappeler. Diese wurde durch einen Fabrikkanal mit Energie versorgt, wobei die Anlagen der Waffenschmiede durch zwei Wasserräder betrieben wurden. Das Gewerbequartier, das sich seit Anfang des 16. Jahrhunderts in diesem Gebiet etabliert hatte, umfasste ausserdem eine Mühle, eine Färberei, eine Bleiche und eine Gerberei.
Hoffmann fertigte Harnische und Schwerter, die sehr gesucht waren und heutzutage zum Beispiel im Landesmuseum Zürich (sieben Halbharnische aus seiner Produktion Ende des 16. Jahrhunderts) oder im Historischen Museum des Kantons Thurgau im Schloss Frauenfeld (fein ziselierte Schwerter) gezeigt werden. Er starb um 1571; auch sein bekannterer Sohn Lorenz (1541–1599) stellte Harnische, Sturmhauben und Prunkschwerter her. Die Familie gab um 1625 das Handwerk auf, da die Harnische als Kriegswaffen ihre Bedeutung zunehmend verloren.
In der Nachfolge wirkte vom Ende des 17. Jahrhunderts bis 1767 die Familie Dumelin weiter als Schleifer und Polierer.
Folgende Umbauten wurden vorgenommen:
- 1913: Scheunenvordach[1] – die Scheune machte 1992/93 einem Neubau Platz.[3]
- 1925: Anbau an Wohnhaus[1], in dessen Rahmen die Fenstereinteilung an der Südfassade, die Raumeinteilung mit den Böden, die Küche inklusive Öfen und Schachtkamin sowie WC-Bereich und Erdgeschoss aktualisiert wurden. Ergänzt wurde der Zugang zu den Stockwerken über ein Vorzeichen an der südlichen Fassade und die Aussenbemalung wurde erneuert.[3]
- Von 1992 bis 1994 wurde an der Westseite im Rahmen der Sanierungsarbeiten ein weiterer Anbau ergänzt.[4]

## Besonderheiten

### Aussenbau
Am Kellerportal findet sich die Datierung 1558 als Inschrift an einem Eselsbogen, ausserdem am Dachgeschoss. Der Riegelbau hat insgesamt 3 Geschosse, von denen das Dachgeschoss vorkragt. Gedeckt ist das Haus mit einem Walmdach. Zum 1. Obergeschoss führt ein Treppenaufgang, zum 2. Obergeschoss eine Aussentreppe.
In die Zeit der Dumelins fällt eine Umbauphase, in der der Anbau des Nachbarhauses stattfand und wohl die Grisaille auf dem Fachwerk der an der Nordseite angebauten Scheune (sie ist stilistisch ähnlich zum in der Dachkammer aufgemalten Datum 1723).

### Innenraum
Die Innenausstattung ist teilweise erhalten. Im Erdgeschoss befand sich wohl der Repräsentationsbereich, worauf aufwändiger Scheibenschmuck, Stichbogenfensternischen und plastische Wappenspiegel hindeuten. Die beiden Wohngeschosse darüber sind nahezu identisch, bestehend aus Küche mit Rauchfang, Herd und Feuerloch. Hier wird angenommen, dass die eine Etage für Hoffmann senior, die andere für Hoffmann junior als Wohnung dienten. Im Südosten befindet sich die Wohnstube mit Wandtäfer und Kachelofen, im Norden das grau ausgemalte Schlafgemach. Die Geschosse sind auch im Inneren mit einer Treppe verbunden.
Die Umbauphase zur Zeit der Dumelins bedingte im Inneren neue Gänge, die über die Nordwestkammer das Nachbarhaus erschlossen, aber auch wohl den Einbau der Kellergewölbe. Man nimmt ausserdem an, dass in diese Zeit die Unterteilung des Erdgeschosses fällt, das erstmals mit einer Küche versehen wurde.

### Senkungen und ihre Sanierung
In West-Ost-Richtung ist ein beträchtlicher Niveau-Unterschied zwischen den eigentlich auf gleicher Höhe liegenden West- und Osträumen zu sehen (an den alten Türstürzen wie an Zwischenwandfächern), bedingt durch einen im Keller durchgefaulten Zentralständer und geschwächte Unterzüge im Kaminbereich, aber auch durch das Absacken der Ost- bzw. ehemals bachseitigen Grundmauer inklusive ihrer Riegelwand. Im Zuge der Umbauten durch die Stadt 1992 und 1993 wurden die Geschosse hydraulisch gehoben, wobei die Ostfassade mit Zugstangen verankert wurde und die Holzböden sowohl egalisiert als auch neu belegt wurden.

## Heutige Nutzung
Die «Stadtgalerie Baliere» nutzt im Keller sowie im Erdgeschoss und ersten Stock Räume für Ausstellungen. Hierbei wird von den Kunstschaffenden keine Miete verlangt, sondern sie geben der Stadt einen Teil des Preises ihrer verkauften Bilder als Provision ab (Ansässige 20 %, Auswärtige 25 %). Ein Raum für Vorträge oder Lesungen für maximal 40 Personen befindet sich ebenfalls im ersten Obergeschoss.